# نیکولای ماتویف
نیکولای ماتویف (انگلیسی: Nikolai Matvejev; ۱۱ دسامبر ۱۹۲۳ – ۵ آوریل ۱۹۸۴) دوچرخه‌سوار اهل استونی بود.